# Nynäshamn (comuna)
Nynäshamn (em sueco: Nynäshamn kommun) é uma comuna da Suécia localizada no condado de Estocolmo. Sua capital é a cidade de Nynäshamn. Possui 359 quilômetros quadrados e segundo censo de 2018, havia 28 290 habitantes.